# Амброджо Контаріні
Контаріні Амброджо (італ. Ambrogio Contarini, 1429 — 1499) — венеційський дипломат і мандрівник. Здійснив подорож з дипломатичною місією через Україну. 

## Життєпис

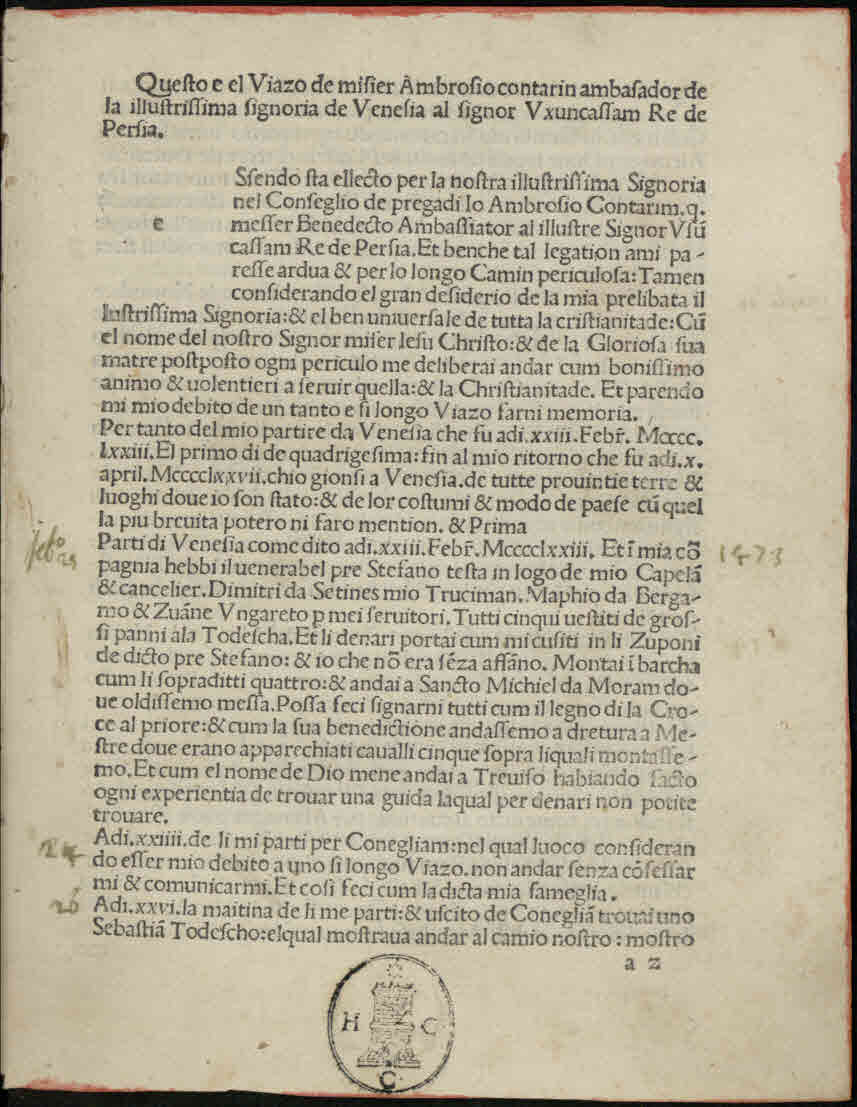
Viaggio al signor Usun Hassan re di Persia, 1487

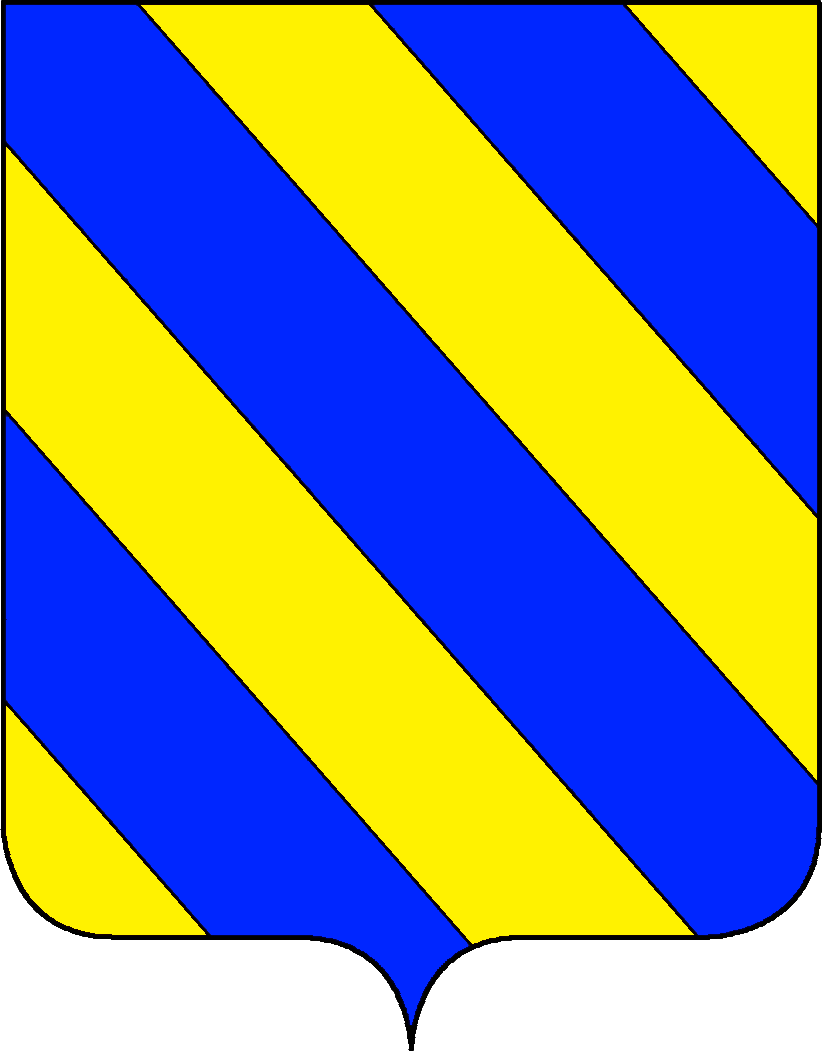
Герб роду Контаріні

Амброджо Контаріні був вихідцем з патриціанської родини Контаріні і провів свою юність в Османській столиці Константинополі, як купець. Він покинув місто після того як почалася Турецько-венеційська війна у 1463 р.
1470 року він перебував на борту корабля «Егей», воюючи з османами на морі. Венеційська республіка прагнула налагодити тісний союз проти Османської імперії, тому Контаріні був відправлений з дипломатичною місією до Узун Хасана іранського правителя держави Ак-Коюнлу. Він покинув Венецію в лютому 1474, його шлях проходив через Центральну Європу, Київ і Грузію і він досяг Тебрізу в серпні 1474 року.
У жовтні він зустрівся з Узун Хасаном в його столиці Ісфахані. Був люб'язно прийнятий, але венеційська пропозиція союзу була відхилена. Контаріні повернувся до Венеції тільки у квітні 1477 року після важкої дороги і численних затримок на зворотному шляху. По дорозі додому з Ірану, Контаріні зупинився в Москві, де він мав аудієнцію у московського князя Івана III. У день свого приїзду до Венеції, Контаріні усно доповів Раді Республіки про свою подорож, а письмовий звіт про його місію з'явився друком у 1486 році в місті Віченца «Viaggio de misier Ambrogio С., ambassador al gran-signore Ussum-Cassan, re di Persia».
У описі подорожі Контаріні переважає його особисте бачення, проте опис містить багато цінної інформації про регіони, які він відвідав, зокрема Іран за правителя Узун Хасана.

## Опис України
Амброджо Контаріні залишив стислі відомості про Луцьк, Житомир, Черкаси, які відвідав під час подорожі.
1 травня 1474 року дипломат прибув до Києва, в якому провів десять днів. За його словами, у місті, розташованому на кордоні з Татарією, був дерев'яний замок. Туди, у свою резиденцію, Контаріні запросив тодішній київський воєвода Мартин Гаштовт. Під час обіду гостя розважали співаки. Хоча край у цілому не був багатий, хліба і м'яса, писав венецієць, не бракувало. У Києві приїжджі купці об'єднувались у каравани і вирушали торгувати хутром у Кафу. Мешканці працювали переважно до третьої дня, після чого збирались у шинках. Відвідувачі засиджувались там до ночі і нерідко влаштовували бійки.